# Intercosmos 13
Intercosmos 13 fue un satélite artificial científico soviético perteneciente al programa Intercosmos y a la clase de satélites DS (de tipo DS-U2-IK) y lanzado el 27 de marzo de 1975 mediante un cohete Cosmos 3 desde el cosmódromo de Plesetsk.

## Objetivos
El objetivo de Intercosmos 13 fue realizar estudios sobre la ionosfera y la magnetosfera terrestres, así como estudiar las ondas electromagnéticas VLF.

## Características
El satélite tenía una masa de 400 kg y fue inyectado inicialmente en una órbita con un perigeo de 296 km y un apogeo de 1714 km, con una inclinación orbital de 83 grados y un periodo de 104,9 minutos.
A bordo llevaba instrumentos para el estudio de la ionosfera y la magnetosfera.
Intercosmos 13 reentró en la atmósfera el 2 de septiembre de 1980.

## Resultados científicos
Intercosmos 13, entre otras tareas, obtuvo datos con los que delimitar el borde exterior de la capa de electrones ionosféricos de energías entre 40 keV y 1 MeV. También detectó un incremento en la proporción de protones cuasiatrapados en la ionosfera en ciertas regiones. La información obtenida por el satélite ayudó a modelar el comportamiento y la dinámica de la ionosfera. Junto con Cosmos 721, Intercosmos 13 estudió la variación del flujo de partículas a altas latitudes mediante la toma de datos simultánea de los dos satélites.
El decaimiento de la etapa superior del cohete lanzador de Intercosmos 13 fue estudiado para obtener datos sobre la densidad de la termosfera.